# FantLab
Laboratorija fantastiki („Labor der Fantastik“, russisch Лаборатория фантастики), kurz FantLab, ist eine nichtkommerzielle russischsprachige Datenbank, die im Juli 2004 gegründet wurde. In der Datenbank werden Informationen über Science-Fiction- und Fantasy-Schriftsteller, literarische Werke und Zeitschriften aus aller Welt gesammelt. Im April 2014 gab es Einträge über 3.200 Autoren und Einträge zu über 418.000 Werken. FantLab zählt damit neben der Internet Speculative Fiction Database und der Online-Ausgabe der Encyclopedia of Science Fiction, die sich beide auf die englische Literatur konzentrieren, zu den umfangreichsten einschlägigen Angeboten im Internet.

## Inhalt
Mit dem Ziel, Vollständigkeit und Zuverlässigkeit zu gewähren, werden Daten über fantastische Literatur gesammelt. Das FantLab enthält bibliografischen Daten nicht nur von Science-Fiction- und Fantasy-Autoren, sondern auch von Schriftstellern, die das Fantastische nur gelegentlich oder in einzelnen Werken verwenden. Die Arbeiten sind nicht kommerziell, alles wird von Enthusiasten gemacht. Die Originaltexte können nicht heruntergeladen oder gelesen werden. Es gibt aber wenige Ausnahmen: Einige Autoren haben die Erlaubnis gegeben, Ihre Texte kostenlos zum Herunterladen anzubieten (zum Beispiel Erzählungen vom Gründer des FantLab, Alexey Lvov). Einträge zu manchen Titeln enthalten einen Hinweis auf Übertragungen in andere Sprachen (zum Beispiel auf die Übersetzung von Wladimir Korolenkos Makars Traum aus dem Russischen ins Englische von Marian Fell (Makar's Dream)).

## Empfehlungen
Die Empfehlungen des FantLabs funktionieren auf Basis von sozialen Netzwerken, ähnlich wie bei Last.fm.
Jeder registrierte Benutzer kann Bewertungen für Bücher abgeben und Kritiken schreiben. Aufgrund dieser Bewertungen werden „Gleichgesinnte“ und „Antipoden“ unter anderen Benutzern ermittelt. Bei Gleichgesinnten handelt es sich um Benutzer, die einen ähnlichen Literaturgeschmack haben, die Antipoden dagegen sind die Benutzer, deren Bewertungen stark abweichen.

## Genre-Klassifikation
Fortgeschrittene FantLab-Benutzer haben Zugriff auf die Genre-Klassifikation. Benutzer können jedem Werk Tags aus sieben Bereichen hinzufügen:
- Genre: Science-Fiction, Fantasy, Horror, Fabel usw.
- Allgemeine Merkmale: abenteuerlich, philosophisch, psychologisch usw.
- Ort des Geschehens: die Erde, andere Planeten, paralleles Universum usw.
- Zeit des Geschehens: von Steinzeit bis in die ferne Zukunft.
- Themen und Motive: Vampire, außerirdische Invasion, künstliche Intelligenz usw.
- Erzählerische Handlung: linear, parallel, mit Verzweigungen usw.
- Empfohlenes Alter: für Kinder und Jugendliche, für Erwachsene, für alle Altersgruppen.

Die häufigsten Tags werden auf der Seite des Werks angezeigt.

## Ranglisten
Aufgrund der Benutzerbewertungen werden die Ranglisten von Autoren und Werken erstellt. Es werden nur die Bewertungen von Benutzern berücksichtigt, die einen bestimmten Rang erreicht haben – somit wird verhindert, dass Benutzer ungewissenhaft die durchschnittliche Bewertung eines Werkes verändern und damit die Ranglistenplatzierungen beeinflussen.

## Kolumnen
Eine FantLab-Kolumne ist eine Mischung aus einem Blog und einer Artikelauswahl. Jeder Benutzer kann seine eigene Kolumne schreiben. Viele bekannte Schriftsteller (zum Beispiel Vadim Panov), Kritiker und Journalisten haben eine FantLab-Kolumne.

## Auszeichnungen
- 2009 wurde das FantLab mit dem „Strannik“-Preis in der Kategorie „Beste Website“ ausgezeichnet.
- 2010 erhielt das FantLab den Internet-Roscon-Preis als bestes russischsprachiges Internet-Portal über Fantastik.